# Carratraca
Carratraca település Spanyolországban, Málaga tartományban. Carratraca Álora, Casarabonela és Ardales községekkel határos. Lakosainak száma 786 fő (2024).

## Népesség
A település népessége az elmúlt években az alábbi módon változott:
| Lakosok száma | 835  | 839  | 910  | 896  | 860  | 793  | 751  | 731  | 718  | 786  |
|               | 2001 | 2004 | 2007 | 2009 | 2012 | 2014 | 2017 | 2019 | 2022 | 2024 |